# Internazionali di Tennis di Baviera 1990
Gli Internazionali di Tennis di Baviera 1990 sono stati un torneo di tennis giocato sulla terra rossa. È stata la 75ª edizione del BMW Open, facente parte della categoria ATP World Series nell'ambito dell'ATP Tour 1990. Si è giocato a Monaco di Baviera in Germania, dal 30 aprile al 7 maggio 1990.

## Campioni

### Singolare
Karel Nováček ha battuto in finale  Thomas Muster con il punteggio di 6–4, 6–2

### Doppio
Udo Riglewski /  Michael Stich hanno battuto in finale  Petr Korda /  Tomáš Šmíd con il punteggio di 6–1, 6–4